# Hans-Joachim Schäfers

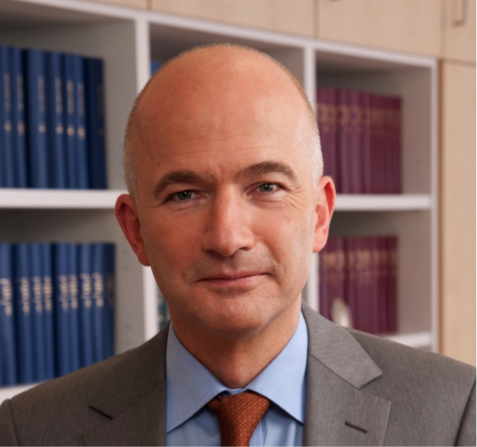
Hans-Joachim Schäfers

Hans-Joachim Schäfers (* 9. August 1957 in Lünen) ist ein deutscher Chirurg und Universitätsprofessor und leitete bis Ende 2023 die Klinik für Thorax- und Herz-Gefäßchirurgie an der medizinischen Fakultät der Universität des Saarlandes in Homburg. Er ist bekannt für seine Arbeiten auf den Gebieten der Aortenklappenrekonstruktion, Aortenchirurgie sowie pulmonalen Endarteriektomie.

## Leben
Hans-Joachim Schäfers studierte von 1976 bis 1982 Medizin an der Universität Essen. Dort promovierte er 1982 magna cum laude. Nach dem Wehrdienst absolvierte er seine chirurgische Weiterbildung an der Medizinischen Hochschule Hannover. Er ergänzte dies durch ein einjähriges Forschungsstipendium (Fellowship) im Department of Thoracic Surgery der University of Toronto mit dem Schwerpunkt der Lungentransplantation. Ab 1991 war er Oberarzt der Klinik für Herz-, Thorax- und Gefäßchirurgie der Medizinischen Hochschule Hannover und habilitierte sich 1992. 1995 übernahm er zunächst kommissarisch die Leitung der Klinik für Thorax- und Herz-Gefäßchirurgie des Universitätsklinikums des Saarlandes in Homburg. Im Frühjahr 1996 wurde er dann zum Direktor der Klinik und ordentlichen Professor für Chirurgie ernannt. Er hat verschiedene Aufgaben in der akademischen Selbstverwaltung der medizinischen Fakultät der Universität des Saarlandes übernommen und zahlreiche Forschungsprojekte in der Herz- und Thoraxchirurgie geleitet. Neben einer breitgefächerten Tätigkeit in der Herz- und Thoraxchirurgie beinhalten seine besonderen klinischen Schwerpunkte Operationen bei Aortenaneurysmen (vor allem thorakaler Aortenaneurysmen), die Herzklappenrekonstruktion, vor allem die Aortenklappenrekonstruktion, und Operationen bei pulmonaler Hypertonie. Einem Ruf an das Universitätsklinikum Hamburg-Eppendorf folgte Schäfers nicht.
In den Jahren 2016 und 2019 kam es wegen des Verdachts auf Behandlungsfehler zu staatsanwaltlichen Ermittlungen gegen Schäfers, die jedoch zu keiner Anklage führten.
Ende Dezember 2023 trat Schäfers in den Ruhestand. Da das Universitätsklinikum des Saarlandes eine weitere Mitarbeit nicht gewünscht hatte, wurde Schäfers am Westpfalz-Klinikum in Kaiserslautern tätig. Er steht als Berater im Team der Klinik für Herzchirurgie, Lungenchirurgie und Gefäßchirurgie zur Verfügung, um die Herzchirurgie dort zu stärken und gelegentlich zu operieren.

## Wissenschaftlicher Beitrag
Die anfängliche wissenschaftliche Tätigkeit von Hans-Joachim Schäfers konzentrierte sich auf die Bereiche der Herz- und Lungentransplantation. Während seines Aufenthalts an der University of Toronto (Stipendiat der Deutschen Forschungsgemeinschaft) beschäftigte er sich mit der Problematik der bronchialen Komplikationen nach einer Lungentransplantation. Sowohl in Hannover als auch in Homburg initiierte er wichtige Forschungsprojekte zur Klärung und Vermeidung bronchialer Komplikationen und zur Reduzierung des Ischämie-Reperfusionsschadens nach einer Lungentransplantation. Spätere Forschungsprojekte während seiner Zeit in Homburg beinhalteten spezielle Aspekte der funktionellen Mitralklappenrekonstruktion und der Aortenchirurgie. Weitere Projekte beschäftigten sich mit der Klärung der intestinalen Perfusionsstörungen nach Herzoperationen sowie der Entstehung von Aortenaneurysmen bei angeborenen Fehlern der Aortenklappe, besonders der bikuspiden Aortenklappe und der unikuspiden Aortenklappe. Aufbauend auf seinen Aktivitäten in der Behandlung der pulmonalen Hypertonie beschäftigte er sich mit Ansätzen zur Verbesserung der pulmonalen Endarterektomie. In den letzten 20 Jahren konzentrierte sich eine Zahl verschiedener Projekte auf die Entwicklung und Verbesserung von Techniken zur Aortenklappenrekonstruktion. Die Konzepte wurden durch andere Chirurgen übernommen.

## Mitgliedschaften in internationalen wissenschaftlichen Vereinigungen
Schäfers ist oder war Mitglied in zahlreichen nationalen und internationalen wissenschaftlichen Fachgesellschaften:
- American Heart Association,
- American Association for Thoracic Surgery
- International Society for Heart and Lung Transplantation
- Society of Thoracic Surgeons
- American College of Chest Physicians
- European Heart Association
- European Association European Association for Cardio Thoracic Surgery
- Deutsche Gesellschaft für Chirurgie
- Deutsche Gesellschaft für Thorax, Herz  und Gefäßchirurgie
- Deutsche Gesellschaft für Thoraxchirurgie
- Deutsche Transplantationsgesellschaft
- Deutsche Gesellschaft für Kardiologie

## Publikationen
- Publikationsliste ResearchGate

Bücher (Auswahl)
- Hans-Joachim Schäfers: Current treatment of aortic regurgitation. UNI-MED Science, Bremen 2013, ISBN 978-3-8374-1406-6
- Hans-Joachim Schäfers (Hrsg.): Klinische Grundlagen der Herz- und Thoraxchirurgie ABW, Wissenschafts-Verlag, Berlin 2011, ISBN 978-3-940615-21-3
- Hans-Joachim Schäfers: Current Treatment of Mitral Regurgitation. UNI-MED-Verlag, Bremen 2010, ISBN 978-3-8374-1211-6
- Jürgen Haase, Hans-Joachim Schäfers, Horst Sievert, Ron Waksman (Hrsg.): Cardiovascular Interventions in Clinical Practice. John Wiley & Blackwell Publishing Ltd, New York 2009, ISBN 978-1-4051-8277-5